# Zdenko Mikula
Zdenko Mikula (27. listopadu 1916 Vyhne – 31. října 2012 Bratislava) byl slovenský hudební skladatel a dirigent.

## Život
Vystudoval učitelský ústav v Banské Bystrici v roce 1936. V letech 1939–1952 působil jako vojenský kapelník a vedle toho studoval na bratislavské konzervatoři skladbu u Eugena Suchoně a dirigování u Kornela Schimpla. V letech 1947–1955 pak na téže konzervatoři působil jako externí pedagog. Vyučoval i na Filozofické fakultě Univerzity Komenského v Bratislavě. V roce 1952 založil a vedl Vysokoškolský umělecký soubor. Od roku 1963 byl pedagogem na Vysoké škole múzických umění v Bratislavě. V letech 1966–1974 byl šéfredaktorem Hlavní redakce hudebního vysílání Československého rozhlasu v Bratislavě. Působil rovněž ve Svazu slovenských skladatelů, nejprve jako tvůrčí tajemník a později jako vedoucí tajemník. V roce 1977 se stal tajemníkem Svazu československých skladatelů a v této funkci pracoval až do roku 1987.

## Dílo

### Jevištní díla
- Žena (operní triptych, libreto autor podle M. Gorkého, 1979–1982)
- Tatranské noci (opereta)

### Orchestrální skladby
- Dialógy pro flétnu, basový klarinet a orchestr 1955)
- Bulharský tanec (1958, rev. 1966)
- Veseloherná predohra (1959)
- Rumunský tanec (1965)
- Malá suita (1966)
- Rapsodické variácie (1976, rev. 1990)
- Tre notturni pre sláčiky (1976)
- Poéma pre tenor, miešaný zbor a veľký orchester (1976)
- Věčný dvojzpěv pre soprán a veľký orchester (1978)
- Pocta Maximovi Gorkému predohra pre veľký orchester (1984)
- O veľkej láske (symfonická poéma pre veľký orchester, 1985)
- Rapsódia (1987)
- Si krásna (meditácia na tému Eugena Suchoňa, 1987)
- Symfonietta pre veľký orchester s barytónovým sólom (text Milan Rúfus, 1988)
- Nostalgické variácie (1990)
- S Alicou do krajiny zázrakov (suita pre komorný orchester, 1990)
- Premeny (pro sóla, sbor a orchestr, text Ján Kostra, 1991)
- Pisma k Janeku (vokálny cyklus pre sólový ženský hlas, dychové kvinteto a sláčiky)

### Komorní skladby
- Fuga in d pre klavír (1944)
- Nokturno (1944)
- Dialógy (pro flétnu a kytaru nebo klavír (1955, rev. 1985, 1995)
- Dve bagately pre sláčikové kvarteto (1975)
- Smyčcový kvartet (1976)
- Malé divertimento (smyčcové trio, 1977)
- Canto rustico (1984)
- Sonata pre lesný roh (1985)
- Sonata pre trúbku (1985)
- Sonata pre trombón (1985)
- Sonata pre tubu (1985)
- Malá serenáda (1985, rev. 1995)
- Sonata per quartetto d’ottoni (1985)
- Reminiscencie pre dychové kvinteto (1988)
- Ave Eva (variácie na vlastnú tému pre sláčikové kvarteto, 1975)
- Kolokviá pre dychové kvinteto (1990)
- Hudba pre dvoch (hoboj a anglický roh, 1991)

Kromě toho komponoval písně, sbory a zpracoval mnoho úprav slovenských a rusínských lidových písní i písní zahraničních Slováků. Věnoval se i tvorbě pro děti (Hajulienky, Malí koledníci, Na tanci, Naša Anka).
Hostoval jako dirigent rozhlasového orchestru lidových nástrojů, mnoho jeho skladeb je nahraných v rozhlase a na gramofonových deskách.